# Holotrichia braeti
Holotrichia braeti är en skalbaggsart som beskrevs av Brenske 1896. Holotrichia braeti ingår i släktet Holotrichia och familjen Melolonthidae. Inga underarter finns listade i Catalogue of Life.